# Bartholomäus von Werner

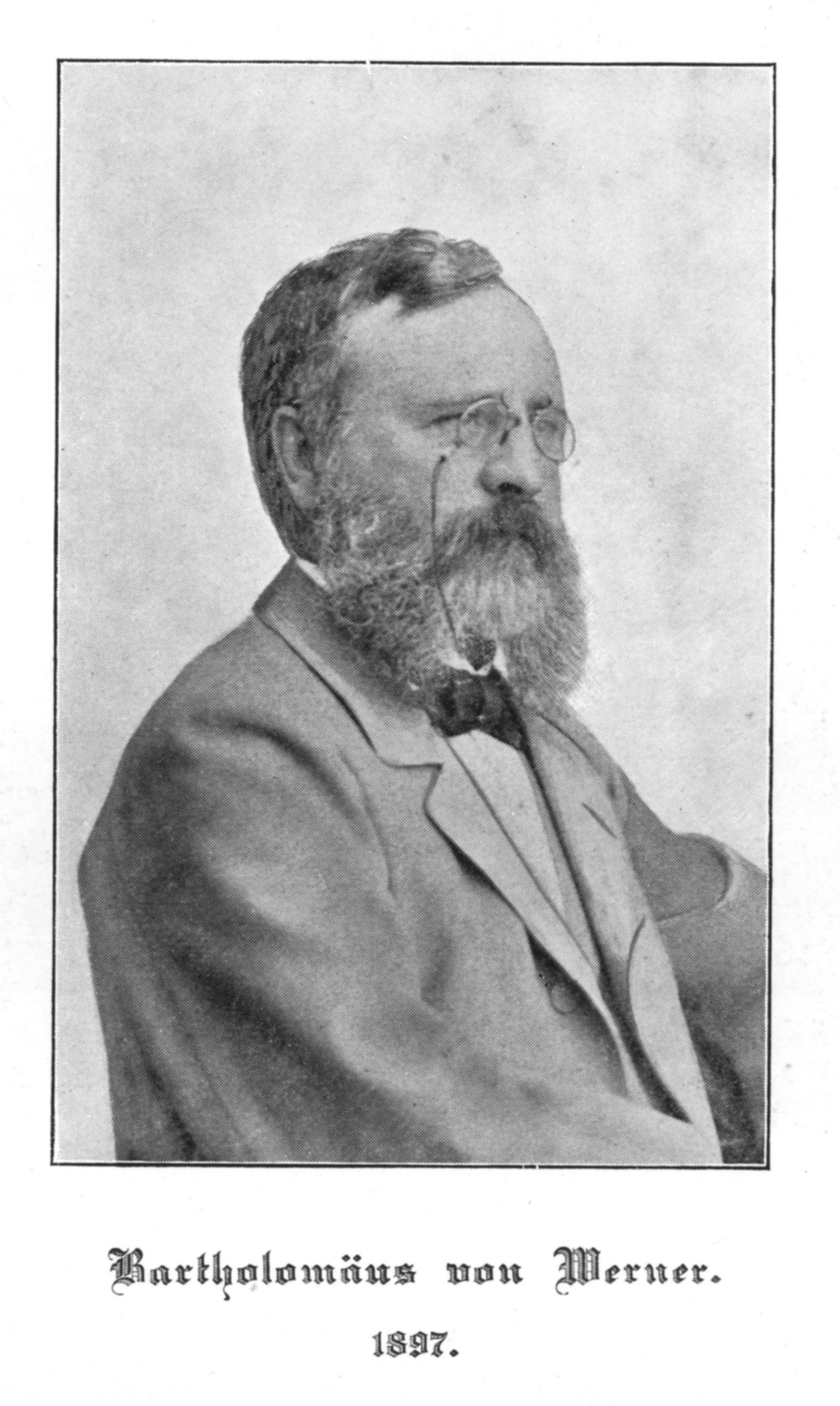
Porträt von Bartholomäus von Werner

Karl Bartholomäus Werner, ab 1876 von Werner, (* 18. Juli 1842 in Koblenz; † 6. April 1924 in Oldenburg) war ein deutscher Konteradmiral und Marineschriftsteller.

## Leben

### Familie
Bartholomäus von Werner entstammte einer erstmals 1677 in Waldstetten urkundlich genannten badischen Familie. Sein Vater war Johann Peter Werner, seine Mutter Anna Margaretha Werner. Er heiratete am 8. April 1866 Anna, Gräfin von Hacke. Er wurde am 1. März 1876 in Berlin in den erblichen preußischen Adelsstand erhoben.

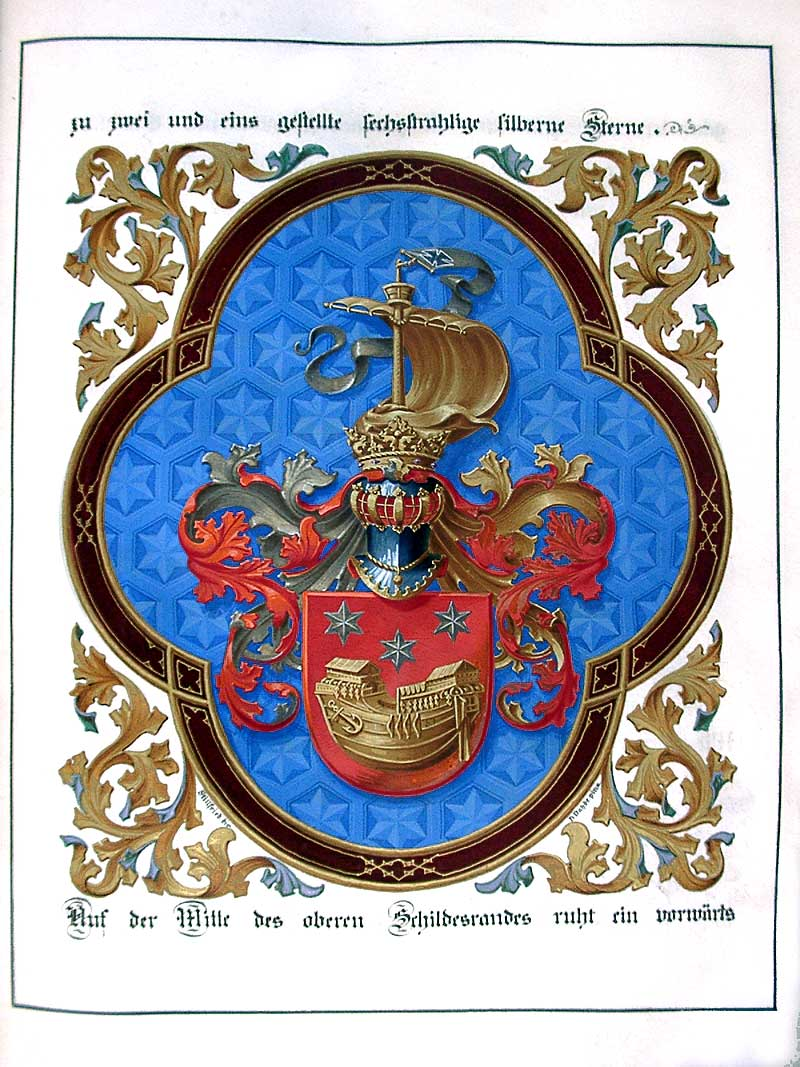
Familienwappen „von Werner“ auf Seite 3 des Adels-Diploms von Carl Bartholomäus von Werner vom 1. März 1876

### Militärische Laufbahn
Er trat am 24. April 1856 in die Preußische Marine ein. Seine erste Überseereise unternahm Werner im Alter von vierzehn Jahren auf der als Schulschiff dienenden Segelkorvette Amazone, die ihn unter anderem nach Madeira führte. Am 19. April 1862 wurde er Fähnrich zur See und stieg bis Ende Juni 1873 zum Korvettenkapitän auf.
Werner nahm an der ersten preußischen Expedition nach Ostasien teil. Als Kommandant der Korvette Ariadne unternahm er 1877–1879 eine ausgedehnte Südseereise. Die Schiffsreise ging von der Magellanstraße aus über Valparaíso nach Panama und Nicaragua, den Marquesas, Tahiti, den Gesellschaftsinseln, zum Bismarck-Archipel, Neuseeland, Tonga und zurück. Dabei schloss er am 24. Januar 1879 einen Freundschaftsvertrag mit Samoa. Zudem schloss er Verträge mit den Häuptlingen der Marshallinseln, erwarb zwei Häfen auf den Duke-of-York-Inseln und hinderte durch Besetzung zweier Häfen die Regierung von Samoa daran, ihre Inseln unter das Protektorat einer fremden Macht zu stellen.
Nach seiner Heimkehr nach Deutschland stand Werner ab Mitte November 1879 zur Verfügung des Chefs der Marinestation der Ostsee, avancierte am 22. März 1880 zum Kapitän zur See und war von Mai bis September mit der Vertretung des Kommandeurs der I. Matrosendivision beauftragt. Außerdem fungierte er im Oktober 1880 zugleich als Kommandant der Gneisenau. Am 23. Oktober 1880 erfolgte seine Ernennung zum Kommandeur der I. Werftdivision. Werner war dann vom 2. Oktober 1881 bis zum 1. Oktober 1883 Kommandant des Artillerieschulschiffes Mars, stand wieder zur Verfügung des Chefs der Marinestation der Ostsee und wurde am 22. April 1884 Kommandant der Bayern. Nach sechs Monaten gab er das Kommando ab, war bis Mitte Februar 1885 zur Information zur Kaiserlichen Werft Kiel kommandiert und erhielt anschließend seine Ernennung zum Oberwerftdirektor. Im September 1887 gab er das Kommando ab. Am 15. November 1887 wurde Werner auf eigenen Wunsch hin unter Verleihung des Charakters als Konteradmiral aus dem Dienst verabschiedet.
Nach seiner Verabschiedung war er literarisch tätig und hat unter anderem volkstümliche Schilderungen des Lebens auf den Kriegsschiffen sowie der Natur des Meeres und der von ihm besuchten Gegenden geliefert.
Er war am 26. November 1897 Gründungsmitglied der „Rudergesellschaft Rhenania 1897, Koblenz“ und dort von 1897 bis 1902 Vorsitzender und schließlich Ehrenvorsitzender.

## Schriften
- Ein deutsches Kriegsschiff in der Südsee. Brockhaus, Leipzig 1889. Digitalisat
- Deutsches Kriegsschiffleben und Seefahrkunst. Brockhaus, Leipzig 1891. Digitalisat
- Die Kampfmittel zur See. Brockhaus, Leipzig 1892. Digitalisat
- Der Seekrieg, der Geschwaderdienst und die Bedeutung der Kriegswerften. Bergsträßer, Darmstadt 1893. Digitalisat
- Die Kriegsmarine, ihr Personal und ihre Organisation. Friedrich, Leipzig 1894. Digitalisat Digitalisat
- Die Deutsche Colonial-Frage, Vortrag, Digitalisat